# Бенетт, Этелдред
Этелдред Бенетт (англ. Etheldred Benett; 22 июля 1776, Тисбери, Уилтшир, Англия, Великобритания — 11 января 1845, Нортон Бавант, Уилтшир, Англия, Великобритания) — английский геолог и палеонтолог. Одна из первых женщин Великобритании, проявивших себя в этих областях.

## Биография
Этелдред Бенетт родилась в Тисбери в 1776 году. Её отцом был уилтширский землевладелец Томас Бенетт. Бо́льшую часть жизни Этелдред провела в фамильном доме Бенеттов в Нортон Баванте, близ Варминстера. Девочку воспитывали гувернантки; более основательного образования она не имела. Вероятно, интерес к собиранию окаменелостей — в то время это было довольно популярное хобби — возник у неё под влиянием Эйлмера Бурка Ламберта, приходившегося ей родственником. Ламберт был членом Лондонского Королевского и Линнеевского обществ и натуралистом широкого профиля; он также увлекался собиранием минералов и окаменелостей. Местность вокруг Тилсбери предоставляла широкие возможности для подобных занятий, и к 1810 году Этелдред уже собрала собственную коллекцию окаменелостей. Она не была замужем, её не связывали никакие семейные обязательства, поэтому могла полностью посвятить себя своему увлечению. Основными местами её поисков были окрестные карьеры и побережье Дорсета, где она проводила летние месяцы. В отличие от многих других палеонтологов-любителей, Бенетт умела сопоставлять найденные образцы с характером формаций, в которых они находились, применяя метод Уильяма Смита. Многие из собранных ей образцов послужили впоследствии материалом для иллюстраций Джеймса Сауэрби в его «Mineral Conchology of Great Britain» (1812—1820). Кроме того, Сауэрби опубликовал, не уведомив об этом Бенетт, полученную от неё информацию о карьере Чиксгроув (Chicksgrove Quarry) в Уилтшире.
Этелдред Бенетт состояла в переписке со многими ведущими геологами своего времени, включая Гидеона Мантелла, Уильяма Баклэнда и Джорджа Гринафа. Для работы последнего, «Geographical Map of England and Wales», она предоставила стратиграфические данные по Уилтширу. Кроме того, в 1818 году Этелдред решила составить стратиграфический каталог собственной коллекции, насчитывавшей к тому времени несколько тысяч экземпляров. Однако эта работа затянулась на долгие годы и в конце концов была опубликована в 1831 году как часть третьего тома «Современной истории Уилтшира», написанной Ричардом Хоаром. В том же году Этелдред опубликовала свой каталог отдельным изданием; хотя он вышел небольшим тиражом и не предназначался для продажи, издание вскоре приобрело известность среди геологов и музейных работников, поскольку в нём содержались описания и иллюстрации новых видов.
Бенетт часто дарила экземпляры из своей коллекции музеям и частным коллекционерам. Некоторые из них были отосланы в музей Санкт-Петербурга, что привело к забавному недоразумению: царь, сочтя, что даритель — мужчина, распорядился присвоить ей почётное звание доктора гражданского права. Что касается основной части коллекции Бенетт, то после её смерти в 1845 году она была разделена и распродана. Некоторые экземпляры достались Британскому музею, Йоркширскому музею и Геологическому обществу. Основную часть приобрёл американец Томас Уилсон, который затем пожертвовал её Филадельфийской академии естественных наук. Затем коллекция исчезла и долгие годы считалась утраченной. Лишь в 1980 году она была вновь обнаружена, причём в самой Академии. Коллекция содержала 9000 образцов около 3000 видов, включая ряд типовых экземпляров, что делало её особенно ценной. Каталог коллекции, также утраченный, найден не был.
Этелдред Бенетт умерла 11 января 1845 года в своём имении Нортон-Хаус в Уилтшире. Она была одной из первых женщин, внесших существенный вклад в развитие геологии и палеонтологии. Гидеон Мантелл назвал в её честь вид губок Ventriculites benettiae.